# Dabqaad

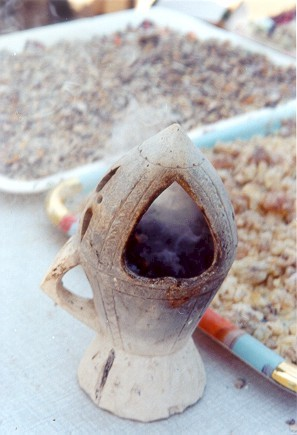
Un tradizionale dabqaad realizzato in sepiolite.

Il dabqaad (in somalo, letteralmente, "alzafuoco") è un bruciatore di incenso, simile a un turibolo, dotato di uno o due manici, e comunemente usato in Somalia, Somaliland, Etiopia e Gibuti.

## Utilizzo e produzione
Contrariamente ai turiboli, utilizzati quasi unicamente nelle funzioni religiose, i dabqaad sono tradizionalmente usati per profumare le case dopo pasti abbondanti e/o durante occasioni speciali, quali ad esempio la venuta di ospiti. In particolare, del franchincenso (lubaan), o comunque un preparato a base di incenso (uunsi), viene posto all'interno del dabqaad sopra a una base di carbone caldo dove brucia per una decina di minuti, garantendo la profumazione della casa per diverse ore.
Realizzati oggigiorno anche in metallo, i dabqaad sono tradizionalmente realizzati in argilla bianca o in steatite (conosciuta anche come "pietra ollaria" o "pietra saponaria"), estratta da specifiche aree della Somalia meridionale e del Somaliland. Spesso come materia prima è usata anche la sepiolite, detta anche "schiuma di mare", estratta principalmente nel distretto di El Bur, dove tale materiale è molto utilizzato per la produzione locale di pipe Meerschaum.